# Летопись прежнего мира
Летопись прежнего мира (англ. Annals of the Former World) — книга по геологии, написанная Джоном Макфи и опубликованная в 1998 году издательством «Farrar, Straus and Giroux». В 1999 году книга получила Пулитцеровскую премию в категории «Нехудожественная литература».
В книге представлена геологическая история Северной Америки, исследования и написание которой велись на протяжении двух десятилетий, начиная с 1978 года. Она представляет собой сборник из пяти книг, первые четыре из которых ранее были опубликованы под названиями «Бассейн и хребет» (1981), «В подозрительной местности» (1983), «Подъём с равнин» (1986) и «Сборка Калифорнии» (1993), а также заключительная книга «Пересечение Кратона». В оглавлении представлен обзор проекта, который в основном состоял из серии автомобильных путешествий Макфи по североамериканскому континенту в компании известных геологов.
В 2023 году композиторы и художники Джон П. Гастингс и Бенджамин Мейок завершили визуальный и аудиоперевод книги под названием «Прежний мир» (англ. The Former World).